# Guvernul Dimitrie A. Sturdza (2)
Guvernul Dimitrie A. Sturdza (2) a fost un consiliu de miniștri care a guvernat România în perioada 31 martie 1897 - 30 martie 1899.

## Componența
- Președintele Consiliului de Miniștri

Dimitrie A. Sturdza (31 martie 1897 - 30 martie 1899)
- Ministrul de interne

Mihail Pherekyde (31 martie 1897 - 30 martie 1899)
- Ministrul de externe

Dimitrie A. Sturdza (31 martie 1897 - 30 martie 1899)
- Ministrul finanțelor

George C. Cantacuzino-Râfoveanu (31 martie 1897 - 1 octombrie 1898)
Gheorghe Pallade (1 octombrie 1898 - 30 martie 1899)
- Ministrul justiției

Alexandru Djuvara (31 martie 1897 - 5 ianuarie 1898)
ad-int. Anastase Stolojan (5 - 12 ianuarie 1898)
Gheorghe Pallade (12 ianuarie - 1 octombrie 1898)
Constantin I. Stoicescu (1 octombrie 1898 - 30 martie 1899)
- Ministrul de război

General Anton Berindei (31 martie 1897 - 30 martie 1899)
- Ministrul cultelor și instrucțiunii publice

Spiru Haret (31 martie 1897 - 30 martie 1899)
- Ministrul agriculturii, industriei, comerțului și domeniilor

Anastase Stolojan (31 martie 1897 - 29 ianuarie 1899)
ad-int. Dimitrie A. Sturdza (29 ianuarie - 30 martie 1899)
- Ministrul lucrărilor publice

Ion I.C. Brătianu (31 martie 1897 - 30 martie 1899)

## Sursa
- Stelian Neagoe - "Istoria guvernelor României de la începuturi - 1859 până în zilele noastre - 1995" (Ed. Machiavelli, București, 1995)